# Calle 11 (estación)
Calle 11 es una de las estaciones que forman parte del Metro de la Ciudad de México, perteneciente a la Línea 12. Se ubica al oriente de la Ciudad de México, en la alcaldía Iztapalapa.

## Información general
Su nombre se debe a la proximidad que tiene con la Calle o Avenida 11. El logo de la estación representa el glifo de una vasija con agua. Sobre ella se encuentra un cerro, en cuyo interior se aprecia  el símbolo del fuego nuevo. Para los mexicas, esta ceremonia representaba el inicio de un nuevo ciclo. A pesar de que hay varias interpretaciones sobre su significado y el lugar en el que se realizaba, uno de los más importantes era en el Cerro de la Estrella.

## Incidencias
La estación se mantuvo fuera de servicio desde el 12 de marzo de 2014 hasta el 27 de octubre de 2015, debido a trabajos de mantenimiento mayor que se realizaron entre estas fechas, volviendo a funcionar con normalidad hasta el 29 de noviembre de 2015.
Nuevamente la estación permaneció cerrada desde el 4 de mayo de 2021 por seguridad, debido a un desplome que ocurrió en la interestación Tezonco-Olivos con dirección a Tláhuac y que dejara un saldo de 27 fallecidos y 80 heridos. Volviendo a operar con normalidad el 15 de julio de 2023.

## Afluencia
La siguiente tabla muestra la afluencia de la estación en los últimos 10 años:
| Afluencia Anual de Pasajeros | Afluencia Anual de Pasajeros | Afluencia Anual de Pasajeros | Afluencia Anual de Pasajeros | Afluencia Anual de Pasajeros | Afluencia Anual de Pasajeros |
| ---------------------------- | ---------------------------- | ---------------------------- | ---------------------------- | ---------------------------- | ---------------------------- |
| Año                          | Afluencia                    | A Diario                     | Ranking                      | Incremento                   | Ref.                         |
| 2023                         | 1,286,535                    | 3,524                        | 173°/187                     | X                            | [ 7 ]                        |
| 2022                         | 0                            | 0                            | X                            | -100.00%                     | [ 8 ]                        |
| 2021                         | 994,257                      | 2,723                        | 176°/195                     | -70.41%                      | [ 9 ]                        |
| 2020                         | 3,360,145                    | 9,180                        | 108°/195                     | -36.72%                      | [ 10 ]                       |
| 2019                         | 5,309,588                    | 14,546                       | 123°/195                     | +5.90%                       | [ 11 ]                       |
| 2018                         | 5,013,591                    | 13,735                       | 126°/195                     | +6.93%                       | [ 12 ]                       |
| 2017                         | 4,688,487                    | 12,845                       | 130°/195                     | +5.93%                       | [ 13 ]                       |
| 2016                         | 4,425,985                    | 12,092                       | 137°/195                     | +596.87%                     | [ 14 ]                       |
| 2015                         | 635,128                      | 1,740                        | 187°/195                     | -26.05%                      | [ 15 ]                       |
| 2014                         | 858,889                      | 2,353                        | 190°/195                     | -80.89%                      | [ 16 ]                       |

## Conectividad

### Salidas
- Norte: Eje 10 Sur Av. Tláhuac y Av. 11 Colonia Privada Estrella.
- Sur: Eje 10 Sur Av. Tláhuac y Calle Técnicos y Manuales, Colonia Unidad Habitacional Villas Estrella.

### Conexiones
Existen conexiones con las estaciones y paradas de diversos sistemas de transporte:
Servicio de Transportes Eléctricos de la Ciudad de México
- Línea 7 del Trolebús de la Ciudad de México (Ciudad Universitaria / Periférico Oriente):
  - Calle 11.

Corredores Concesionados
- Zonal 3: Zona de Culhuacán (CULHUACANES) (Tasqueña / Técnicos y Manuales, UACM Tezonco).